# Guy II de La Roche (duc d'Athènes)
Guy II de La Roche (1279 ; 5 octobre 1308) fut duc d'Athènes de 1287 à sa mort. Bien qu'il soit mort jeune, il fut respecté et renommé pour son comportement chevaleresque. 

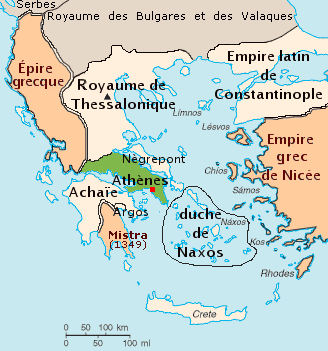
Le duché d'Athènes, en vert.

Il succéda à son père Guillaume Ier de La Roche à un moment où le duché d'Athènes devenait plus puissant, plus important et plus riche que la principauté d'Achaïe, dont il était le vassal. 
Guy II commença son règne sous la régence de sa mère, Hélène Ange Comnène, fille de Jean Ier Doukas, souverain grec de Thessalie. En 1291, celle-ci se remaria avec Hugues de Brienne qui devint bailli du duché. 
Guy atteint sa majorité en 1294. En 1299, il épousa Mathilde, fille des princes d'Achaïe Isabelle de Villehardouin et Florent de Hainaut, âgée de 6 ans. 
En 1302, son oncle Constantin Doukas, souverain de Thessalie, mourut en laissant son jeune fils Jean II Comnène sous la protection de Guy. L'année suivante, le duc conduisit une campagne en Thessalie et en Épire contre le despotat d'Épire pour défendre son cousin. Après la conclusion d'un accord avec la despine Anne Cantacuzène, il envahit le territoire byzantin jusqu'à Thessalonique. 
Fin 1305, il revendiqua la principauté d'Achaïe au nom de son épouse, après le départ du prince Philippe de Savoie en 1304. Il fut débouté par le bailli de la principauté, Nicolas de Saint-Omer, dont il saisit les terres par représailles. En 1307, Guy fut cependant nommé bailli d'Achaïe par son nouveau prince, Philippe Ier de Tarente. Il s'acquitta de ce rôle une année avant de mourir.
Au printemps 1308, il se rapprocha de la compagnie catalane, dont le chef Bernat de Rocafort épousa sa sœur ; il semble qu'il ait projeté de s'emparer de l'Eubée avec l'appui des Catalans.
Guy mourut cependant le 5 octobre 1308, ayant confié la régence du duché à son vassal Boniface de Vérone. Il fut enterré au monastère de Daphné au côté de ses ancêtres. Il n'avait pas laissé d'héritier et fut ainsi le dernier de la lignée des La Roche. Le parlement de la principauté d'Achaïe donna le titre de duc à Gautier V de Brienne.